# Capital Gay
Capital Gay era um jornal semanário gratuito gay, publicado em Londres fundado por Graham McKerrow e Michael Mason. A primeira publicação foi a 26 de Junho de 1981, durante a semana do Orgulho Gay, e fechou com a última publicação a 30 de Junho de 1995. Apesar do seu nome também era distribuído em Brighton e tinha uma circulação conjunta, nas duas cidades, de cerca de 20,000 na época em que publicação terminou.
Capital Gay patrocinava o quadro de Lésbicas e Gays de Londres e envolveu-se em eventos junto da comunidade gay em Londres; o seu editorial tinha tendência a ser forte. Era patrocinado pelo Oxford English Dictionary sendo a primeira publicação no mundo a usar o termo HIV (o segundo foi a revista internacional científica Nature), com a primeira coluna regular sobre o Sida no mundo sendo escrita no Capital Gay por Julian Meldrum em 1982. Durante alguns anos, sem fontes confiáveis para informação sobre o tratamento do HIV publicamente disponível na imprensa médica e nacional, Capital Gay alargou a sua distribuição para cidades com grandes populações gay incluindo Manchester e Brighton. As cópias eram enviadas por comboio e distribuídas em clubes locais, bares e hóteis por voluntários.
Durante a controvérsia sobre a Secção 28 em Dezembro de 1987, os escritórios do jornal foram alvos de um incêndio. Depois de sere acusado por Tony Banks de legitimar o acidente, o membro conservador do parlamento, Elaine Kellett-Bowman disse no Hansard: "Eu estou preparada para afirmar que é certo que tem de existir uma intolerância para o mal".

## Editores
- Graham McKerrow
- Michael Mason
- Gillian Rodgerson
- Simon Edge